# George Pickens
George Malik Pickens Jr. (* 4. März 2001 in Hoover, Alabama) ist ein US-amerikanischer American-Football-Spieler auf der Position des Wide Receivers. Er spielte College Football für die Georgia Bulldogs der University of Georgia und wurde im NFL Draft 2022 in der zweiten Runde von den Pittsburgh Steelers ausgewählt. Seit 2025 spielt er für die Dallas Cowboys in der National Football League (NFL).

## Frühe Jahre und College
Pickens wurde in Hoover, Alabama geboren, wo er auch aufwuchs. Er besuchte die Hoover High School, an der er in der Footballmannschaft aktiv war. Nachdem er sich in seinen ersten beiden Jahren allerdings noch nicht durchsetzen konnte, wurde er in seinem dritten Jahr Starter an der Schule. In diesem Jahr konnte er 46 Pässe für 735 Yards und fünf Touchdowns fangen, im Folgenden gelangen ihm sogar 69 Passfänge für 1368 Yards und 16 Touchdowns. Daneben kam er auch als Return Specialist zum Einsatz und konnte so drei weitere Touchdowns erzielen. In beiden Jahren gelang ihm mit seiner Mannschaft die Meisterschaft in der AHSAA Class 7A Liga. Insgesamt galt er als einer der besten Spieler seines Jahrgangs landesweit. Er erhielt zahlreiche Stipendienangebote von Universitäten und entschied sich, zunächst ein Angebot der Auburn University anzunehmen.
Letzten Endes entschied sich Pickens jedoch um und nahm ein Stipendienangebot der University of Georgia aus Athens, Georgia an. Nach seinem Highschoolabschluss begann er dort in der Footballmannschaft zu spielen und wurde bereits in seinem Freshman-Jahr Stammspieler als Wide Receiver. Besonders in seinem dritten Jahr hatte er allerdings mit Verletzungen zu kämpfen. Insgesamt kam er in 24 Spielen zum Einsatz und konnte dabei 90 Pässe für 1347 Yards und 14 Touchdowns fangen. Besonders mit seinem Team war Pickens auch erfolgreich. So konnten sie 2019 den Sugar Bowl, 2020 den Peach Bowl und 2021 den Orange Bowl gewinnen. Durch den Sieg im Orange Bowl 2021 qualifizierten sie sich auch für das College Football Playoff National Championship Game gegen die University of Alabama, welches sie mit 33:18 gewannen. Pickens war mit einem Passfang über 52 Yards der beste Passempfänger der Bulldogs in diesem Spiel. Nach der Saison entschied er, am NFL-Draft 2022 teilzunehmen.

## NFL
Pickens wurde im NFL Draft 2022 in der zweiten Runde an 52. Stelle von den Pittsburgh Steelers ausgewählt. Direkt in seiner ersten Saison spielte er eine wichtige Rolle in der Offense der Steelers. So debütierte er am 1. Spieltag der Saison 2022 beim 23:20-Sieg gegen die Cincinnati Bengals, bei dem er seinen ersten Pass in der NFL über drei Yards von Quarterback Mitchell Trubisky fing. Am 4. Spieltag konnte er bei der 20:24-Niederlage gegen die New York Jets insgesamt vier Pässe für 102 Yards fangen, es war sein erstes Spiel mit über 100 Receiving Yards. Bei der 6:16-Niederlage gegen die Miami Dolphins am 7. Spieltag konnte er schließlich seinen ersten Touchdown in der NFL nach Pass von Kenny Pickett fangen. In den folgenden Spielen etablierte sich Pickens immer mehr als wichtiger Wide Receiver. So kam er in seiner Rookie-Saison insgesamt in allen 17 Saisonspielen zum Einsatz und konnte 52 Pässe für 801 Yards und vier Touchdowns fangen. Damit hatte er die zweitmeisten Receiving Yards seines Teams nach Diontae Johnson und die meisten Receiving Touchdowns.
Zur Saison 2023 etablierte sich Pickens so als fester Stammspieler in der Offense der Steelers. Beim 26:22-Sieg gegen die Cleveland Browns am 2. Spieltag konnte er den Ball für 127 Yards fangen. Dies war damals seine Karrierehöchstleistung, die er drei Wochen später beim 17:10-Sieg gegen die Baltimore Ravens noch einmal überbot. Beim 34:11-Sieg gegen die Cincinnati Bengals am 16. Spieltag konnte er schließlich vier Pässe für 195 Yards und zwei Touchdowns von Mason Rudolph fangen, beides neue Karrierebestwerte für Pickens. Mit insgesamt 1140 Receiving Yards und fünf Touchdowns führte er die Offense der Steelers in beiden Kategorien an. Da die Steelers in der Saison 10 Spiele gewannen und nur sieben verloren, konnten sie sich für die Playoffs qualifizieren. Dort trafen sie in der ersten Runde auf die Buffalo Bills. Bei der Partie gab Pickens sein Postseason-Debüt und konnte fünf Pässe für 50 Yards fangen, die 17:31-Niederlage und das damit verbundene Ausscheiden jedoch nicht verhindern.
Am 7. Mai 2025 wurde Pickens per Trade von den Dallas Cowboys verpflichtet. Die Pittsburgh Steelers erhielten im Tausch für Pickens und einen Sechstrunden-Pick für 2027 einen Drittrunden-Pick für 2026 sowie einen Fünftrunden-Pick für 2027.

## Karrierestatistiken

### Regular Season
| 2022                               | Steelers         | 17 | 12 | 52  | 801  | 15,4 | 42 | 4  | 3 | 24 | 8,0 | 22 | 1 | 0 | 0 | 5  |
| 2023                               | Steelers         | 17 | 16 | 63  | 1140 | 18,1 | 86 | 5  | 3 | 18 | 6,0 | 16 | 0 | 3 | 0 | 5  |
| 2024                               | Steelers         | 14 | 12 | 59  | 900  | 15,3 | 44 | 3  | 2 | −6 | −3  | 4  | 0 | 1 | 1 | 3  |
| Gesamte Karriere                   | Gesamte Karriere | 48 | 40 | 174 | 2840 | 16,3 | 86 | 12 | 8 | 36 | 4,5 | 22 | 1 | 4 | 1 | 13 |
| Quelle: pro-football-reference.com |                  |    |    |     |      |      |    |    |   |    |     |    |   |   |   |    |

### Postseason
| 2023                               | Steelers         | 1 | 1 | 5  | 50  | 10,0 | 19 | 0 | 1 | 15 | 15,0 | 15 | 0 | 1 | 1 | 0 |
| 2024                               | Steelers         | 1 | 1 | 5  | 87  | 17,4 | 36 | 1 | 0 | 0  | 0    | 0  | 0 | 0 | 0 | 0 |
| Gesamte Karriere                   | Gesamte Karriere | 2 | 2 | 10 | 127 | 13,7 | 36 | 1 | 1 | 15 | 15,0 | 15 | 0 | 1 | 1 | 0 |
| Quelle: pro-football-reference.com |                  |   |   |    |     |      |    |   |   |    |      |    |   |   |   |   |